# Stat unitar

O hartă care arată statele unitare din lume
(în albastru).

Organizarea teritorială a statelor europene

Statul unitar este o formă de stat în care există o singură putere constituțională competentă să stabilească reguli aplicabile pe întregul teritoriu, activitatea de guvernare difuzându-se de la centru pe cale ierarhică, o singură putere politică la nivel central și local, un singur rând de organe centrale (parlament, guvern, președinte etc.), o singură ordine juridică întemeiată pe o constituție unică, iar populația are o singură cetățenie. 
Conceptul de stat unitar se delimitează de cel de stat federal, unde coexistă mai multe centre de putere, statul fiind divizat la nivelul organizării politice și la nivelul ordinii juridice. Majoritatea țărilor din lume sunt state unitare.

## Listă de state unitare

### Republici
- Afghanistan
- Albania
- Algeria
- Angola
- Armenia
- Azerbaidjan
- Bangladesh
- Belarus
- Benin
- Bolivia
- Botswana
- Bulgaria
- Burkina Faso
- Burundi
- Camerun
- Capul Verde
- Republica Centrafricană
- Ciad
- Chile
- Republica Populară Chineză[3]
- Columbia
- Republica Congo
- Costa Rica
- Croația
- Cuba
- Cipru
- Republica Cehă
- Djibouti
- Dominica
- Republica Dominicană
- Republica Democrată Congo
- Timorul de Est
- Ecuador
- Egipt
- El Salvador
- Guineea Ecuatorială
- Eritreea
- Estonia
- Fiji
- Finlanda
- Franța
- Gabon
- Gambia
- Georgia
- Ghana
- Grecia
- Guatemala
- Guinea
- Guinea-Bissau
- Guyana
- Haiti
- Honduras
- Ungaria
- Islanda
- Indonezia
- Iran
- Irlanda
- Israel
- Italia
- Coasta de Fildeș
- Kazahstan
- Kenya
- Kiribati
- Kirgizstan
- Laos
- Letonia
- Liban
- Lesotho
- Liberia
- Libia
- Lituania
- Macedonia
- Madagascar
- Malawi
- Maldive
- Mali
- Malta
- Insulele Marshall
- Mauritania
- Mauritius
- Republica Moldova
- Mongolia
- Muntenegru
- Mozambic
- Birmania
- Namibia
- Nauru
- Nicaragua
- Niger
- Coreea de Nord
- Palau
- Panama
- Paraguay
- Peru
- Filipine
- Polonia
- Portugalia
- România
- Rwanda
- Samoa
- San Marino
- São Tomé și Príncipe
- Senegal
- Serbia
- Seychelles
- Sierra Leone
- Singapore
- Slovacia
- Slovenia
- Coreea de Sud
- Sri Lanka
- Surinam
- Siria
- Taiwan (Republica China)
- Tadjikistan
- Tanzania
- Togo
- Trinidad și Tobago
- Tunisia
- Turcia
- Turkmenistan
- Uganda
- Ucraina
- Uruguay
- Uzbekistan
- Vanuatu
- Vietnam
- Yemen
- Zambia
- Zimbabwe

### Monarhii
- Andorra
- Antigua și Barbuda
- Aruba
- Barbados
- Belize
- Bhutan
- Brunei
- Cambodgia
- Curaçao
- Danemarca
- Grenada
- Jamaica
- Japonia
- Iordania
- Kuweit
- Liechtenstein
- Luxemburg
- Monaco
- Maroc
- Olanda
- Noua Zeelandă[4]
- Norvegia
- Oman
- Papua Noua Guinee
- Qatar
- Saint Lucia
- Sfântul Vicențiu și Grenadine
- Arabia Saudită
- Sint Maarten
- Insulele Solomon
- Spania
- Swaziland
- Suedia
- Thailanda
- Tonga
- Tuvalu
- Regatul Unit[5]
- Vatican

## Legături externe
- Open University – The UK model of devolution[nefuncțională]
- Open University – Devolution in Scotland[nefuncțională]